# Pristin
Pristin (стилізується як PRISTIN, раніше знані як Pledis Girlz) — колишній південнокорейській жіночий гурт, сформований Pledis Entertainment у 2016 році. Гурт складався з десяти учасниць: Найон, Роа, Юха, Ину, Рена, Кюлькюн, Єхана, Сонґьон, Сійон і Кайла. Більшість із них були учасницями телевізійного шоу Produce 101. Двоє дівчат потрапили до переможного складу шоу, Наюн і К'юлькюн, і продовжили дебют у рамках жіночого гурту проєкту I.O.I, а потім возз'єдналися з іншими учасницями, щоб дебютувати як Pristin 21 березня 2017 року з першим мініальбомом Hi! Pristin. Pristin були відомі тим, що писали та складали свої пісні самостійно. Після двох років бездіяльності гурт розпався 24 травня 2019 року, коли лише 3 з 10 учасниць продовжили контракт із Pledis Entertainment.

## Історія

### До дебюту
Учасники Найон, Roa, Юха, Ину, Рена, Кюлькьон і Сійон змагалися разом у телевізійному шоу Mnet на виживання Produce 101, яке транслювалося з 22 січня по 1 квітня 2016 року. У той час як п'ятеро учасників були виключені, Найон і Кьюлькюн стали частиною остаточного складу жіночого гурту проєкту I.O.I, який дебютував 4 травня з синглом «Dream Girls».

#### Pledis Girlz
23 березня 2016 року компанія Pledis Entertainment офіційно анонсувала гурт як Pledis Girlz. Того ж дня Ину була представлений у пісні «Sickness» Вернона з Seventeen, що увійшла до саундтрека вебтуну Love Revolution. Pledis Girlz провели концерти з 14 травня по 10 вересня 2016 року, під час яких учасники виступали щотижня, за винятком Найон і Кюлькюн, які на той час просувалися з I.O.I.
27 червня вони випустили промо-сингл «We», який написали Роа, Ину, Сонґьон та Сійон. Музичне відео на пісню було використано для представлення профілів учасників.
Вони провели свій останній концерт як Pledis Girlz під назвою «Bye & Hi» 6 січня 2017 року, а потім перейменувалися на Pristin, портманто зі слів «prismatic» (яскравий і чистий) і «elastin» (бездоганна сила).

### 2017—2018: Дебют, помірний успіх і Pristin V
2 березня 2017 року Pledis Entertainment оголосила про дебют гурту за допомогою тизерного зображення. 21 березня Pristin дебютували та випустили свій перший мініальбом Hi! Pristin у супроводі заголовної пісні «Wee Woo». Вони стали першим гуртом-початківцем, який виконав свою дебютну пісню в прямому етері під час Mnet Present. Pristin також були частиною лайн-апу на фестивалі KCON, який відбувся в Японії 19 травня. Того ж дня вийшла реміксована версія «Black Widow» як другий і останній сингл альбому, який був виконаний на кількох музичних шоу, щоб завершити промоцію Hi Pristin.
3 червня вони виступили на Dream Concert 2017 на Seoul World Cup Stadium. Їхній другий мініальбом Schxxl Out вийшов 23 серпня разом із синглом «We Like».
12 жовтня було оголошено, що Кайла візьме перерву в діяльності гурту через проблеми зі здоров'ям. Вона тимчасово повернулася до Сполучених Штатів, щоб зосередитися на своєму одужанні.
8 травня 2018 року було оголошено, що Pristin дебютує з саб-юнітом під назвою Pristin V, до складу якого ввійдуть Найон, Роа, Ину, Рена та Кьюлькюн. Pristin V дебютували 28 травня 2018 року з сингл-альбомом Like a V.

### 2019: Розформування
24 травня 2019 року Pristin офіційно розформували. Pledis Entertainment оголосила, що в той час як Кюлькюн, Єхана та Сонґьон залишаться в компанії, решта семеро (Сійон, Рена, Роа, Кайла, Найон, Юха та Ину) підуть.

## Учасниці
| Сценічний псевдонім | Сценічний псевдонім | Сценічний псевдонім | Справжнє ім'я      | Справжнє ім'я      | Справжнє ім'я    | Дата народження             | Позиція у гурті                                          | Місце народження         |
| Українською         | Латиницею           | Хангилем            | Українською        | Латиницею          | Хангилем / ханча | Дата народження             | Позиція у гурті                                          | Місце народження         |
| ------------------- | ------------------- | ------------------- | ------------------ | ------------------ | ---------------- | --------------------------- | -------------------------------------------------------- | ------------------------ |
| Найон               | Nayoung             | 나영                | Ім Найон           | Im Nayoung         | 임나영           | 18 грудня 1995 (29 років)   | Лідерка, головна танцюристка, ведуча реперка, вокалістка | Сеул, Південна Корея     |
| Роа                 | Roa                 | 로아                | Кім Мінкюн         | Kim Minkyeung      | 김민경           | 29 липня 1997 (28 років)    | Саб-лідерка, ведуча вокалістка                           | Чхунчхон, Південна Корея |
| Юха                 | Yuha                | 유하                | Кан Гьонвон        | Kang Gyeongwon     | 강경원           | 5 листопада 1997 (27 років) | Ведуча вокалістка                                        | Кванджу, Південна Корея  |
| Ину                 | Eunwoo              | 은우                | Чон Ину            | Jung Eunwoo        | 정은우           | 1 липня 1998 (27 років)     | Головна вокалістка                                       | Пучхон, Південна Корея   |
| Рена                | Rena                | 레나                | Кан Єбін           | Kang Yaebin        | 강예빈           | 19 жовтня 1998 (26 років)   | Головна реперка, ведуча танцюристка, вокалістка          | Ільсан, Південна Корея   |
| Кюлькюн             | Kyulkyung           | 결경                | Чхоу Чіечон        | Zhou Jieqiong      | 周洁琼           | 16 грудня 1998 (26 років)   | Головна танцюристка, вокалістка                          | Шанхай, КНР              |
| Єхана               | Yehana              | 예하나              | Кім Євон           | Kim Yewon          | 김예원           | 22 лютого 1999 (26 років)   | Головна вокалістка, ведуча танцюристка                   | Ільсан, Південна Корея   |
| Сонґьон             | Sungyeon            | 성연                | Пе Сонґьон         | Bae Sungyeon       | 배성연           | 25 травня 1999 (26 років)   | Головна вокалістка                                       | Сеул, Південна Корея     |
| Сійон               | Xiyeon              | 시연                | Пак Чонхьон        | Park Junghyeon     | 박정현           | 14 листопада 2000 (24 роки) | Ведуча вокалістка, ведуча танцюристка, ведуча реперка    | Південна Корея           |
| Кайла               | Kyla                | 카일라              | Кайла Сольхі Массі | Kyla Solhee Massie | 카일라 솔희 마씨 | 26 грудня 2001 (23 роки)    | Ведуча реперка, вокалістка, макне                        | Індіана, США             |

## Дискографія

### Мініальбоми
| Назва       | Деталі | Пікові позиції у чартах | Пікові позиції у чартах | Продажі                                  |
| Назва       | Деталі | KOR                     | US World                | Продажі                                  |
| ----------- | --- | ----------------------- | ----------------------- | ---------------------------------------- |
| Hi! Pristin | - Реліз: 21 березня 2017 - Лейбл: Pledis Entertainment, LOEN Entertainment - Формат: CD, цифрове завантаження | 4                       | 10                      | - Південна Корея: 43,300 - Японія: 1,145 |
| Schxxl Out  | - Реліз: 23 серпня 2017 - Лейбл: Pledis Entertainment, LOEN Entertainment - Формат: CD, цифрове завантаження  | 4                       | 5                       | - Південна Корея: 27,276 - Японія: 952   |

### Сингли
| Назва                                                                       | Рік  | Пікові позиції у чартах | Пікові позиції у чартах | Продажі                   | Альбом      |
| Назва                                                                       | Рік  | KOR                     | US World                | Продажі                   | Альбом      |
| --------------------------------------------------------------------------- | ---- | ----------------------- | ----------------------- | ------------------------- | ----------- |
| «Wee Woo»                                                                   | 2017 | 49                      | 11                      | - Південна Корея: 157,728 | Hi! Pristin |
| «Black Widow»                                                               | 2017 | —                       | —                       | Н/Д                       | Hi! Pristin |
| «We Like»                                                                   | 2017 | 94                      | —                       | - Південна Корея: 21,804  | Schxxl Out  |
| «—» релізи, що не потрапили у чарти або не виходили у відповідних регіонах. |      |                         |                         |                           |             |

### Промо сингли
| Назва | Рік  | Пікові позиції у чартах | Продажі                  | Альбом      |
| Назва | Рік  | KOR                     | Продажі                  | Альбом      |
| ----- | ---- | ----------------------- | ------------------------ | ----------- |
| «We»  | 2016 | 113                     | - Південна Корея: 19,922 | Hi! Pristin |

## Фільмографія
| Рік  | Назва     | Режисер(и)                            | Прим.  |
| ---- | --------- | ------------------------------------- | ------ |
| 2016 | «We»      | Джиммі (Brainshock Pictures)          | [ 34 ] |
| 2017 | «Wee Woo» | Кім Йонджо та Ю Сину (Naive Creative) |        |
| 2017 | «We Like» | Кім Йонджо та Ю Сину (Naive Creative) |        |

## Концерти

### Концерти Pledis Girlz (2016)
| Номер | Дата       | День учасниці | Спеціальні гості               |
| ----- | ---------- | ------------- | ------------------------------ |
| 01    | 14 травня  | Рена          | Гостей не було                 |
| 02    | 21 травня  | Сійон         | Гостей не було                 |
| 03    | 28 травня  | Сонґьон       | Гостей не було                 |
| 04    | 4 червня   | Ину           | Гостей не було                 |
| 05    | 11 червня  | Єхана         | Гостей не було                 |
| 06    | 18 червня  | Кайла         | Гостей не було                 |
| 07    | 25 червня  | Юха           | Гостей не було                 |
| 08    | 2 липня    | Роа           | Гостей не було                 |
| 09    | 23 липня   | Сонґьон       | Гостей не було                 |
| 10    | 30 липня   | Сійон         | Hwang In-sun                   |
| 11    | 6 серпня   | Єхана         | Пак Сойон                      |
| 12    | 13 серпня  | Ину           | D.A.L, Кім Дачон та Кім Джісон |
| 13    | 20 серпня  | Кайла         | An Ye-seul                     |
| 14    | 27 серпня  | Рена          | Юн Сохьон                      |
| 15    | 3 вересня  | Юха           | I.O.I                          |
| 16    | 10 вересня | Роа           | Han Dong-geun                  |

## Нагороди та номінації
| Нагорода                | Рік  | Категорія                     | Номінант / Робота | Результат | Прим. |
| ----------------------- | ---- | ----------------------------- | ----------------- | --------- | ----- |
| Asia Artist Awards      | 2017 | Rookie Award                  | Pristin           | Перемога  |       |
| Asia Artist Awards      | 2017 | Popularity Award              | Pristin           | Номінація |       |
| Asia Artist Awards      | 2018 | Popularity Award              | Pristin           | Номінація |       |
| Gaon Chart Music Awards | 2018 | New Artist of the Year (Song) | «Wee Woo»         | Номінація |       |
| Golden Disc Awards      | 2018 | New Artist of the Year        | Pristin           | Номінація |       |
| Golden Disc Awards      | 2018 | Global Popularity Award       | Pristin           | Номінація |       |
| Melon Music Awards      | 2017 | Best New Artist               | Pristin           | Номінація |       |
| Mnet Asian Music Awards | 2017 | Best New Female Artist        | Pristin           | Перемога  |       |
| Mnet Asian Music Awards | 2017 | Artist of the Year            | Pristin           | Номінація |       |
| Seoul Music Awards      | 2018 | New Artist Award              | Pristin           | Перемога  |       |
| Seoul Music Awards      | 2018 | Popularity Award              | Pristin           | Номінація |       |
| Seoul Music Awards      | 2018 | Hallyu Special Award          | Pristin           | Номінація |       |
| V Live Awards           | 2018 | Global Rookie Top 5           | Pristin           | Перемога  |       |

## Нотатки
1. ↑  «We» вийшов як цифровий промо-сингл з додебютною назвою Pristin — Pledis Girlz без участі Кюлькюн та Найон.
2. ↑  Видано під назвою Pledis Girlz.